# أرنو دانيال

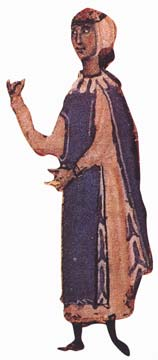
أرنو دانيال

أرنو دانيال (Arnaut Danièl؛ 1180 – 1200) كان شاعراً غنائياً أوكسيتانياً عاش في القرن 13، أثنى عليه دانتي بوصفه بـ «الصانع الأفضل» (il miglior fabbro) ولقبه بترارك بـ «سيد الحب الكبير».
ولد لعائلة نبيلة في منطقة بريغور بفرنسا. كان شاعراً غنائياً متجولاً. احترف أسلوب «تروبار كلوس» (trobar clus)، وهو أسلوب شعر يتألف من موازين شعر وإيقاعات معقدة تختار فيه الكلمات على أساس النطق أكثر من التركيز على المعنى. ابتكر السستينا (sestina) وهو شكل شعري يتكون من ستة مقاطع شعرية تكتب في ستة أسطر.

## روابط خارجية
- أرنو دانيال على موقع الموسوعة البريطانية (الإنجليزية)
- أرنو دانيال على موقع ميوزك برينز (الإنجليزية)
- أرنو دانيال على موقع ديسكوغز (الإنجليزية)